# When in Rome (2010)
When in Rome (bra: Quando em Roma; prt: Em Roma) é um filme de comédia romântica e fantasia americano de 2010, dirigido por Mark Steven Johnson. Distribuído pela Touchstone Pictures, foi co-escrito por Johnson, David Diamond e David Weissman e estrelado por Kristen Bell e Josh Duhamel;
com Jon Heder, Will Arnett, Dax Shepard, Danny DeVito e Anjelica Huston nos demais papéis do filme.

## Elenco
- Kristen Bell como Elizabeth "Beth" Martin
- Josh Duhamel como Nick Beamon
- Jon Heder como Lance
- Dax Shepard como Gale
- Danny DeVito como Al Russo
- Will Arnett como Antonio
- Anjelica Huston como Celeste
- Alexis Dziena como Joan Martin
- Kate Micucci como Stacy
- Alexa Havins como Lacy
- Lee Pace como Brady Sacks
- Luca Calvani como Umberto
- Nataly Joy Johnson como secretária
- Judith Malina como avó do Umberto
- Francesco De Vito como Cabbie
- Geoffrey Cantor como Dr. Moscowitz
- Bobby Moynihan como Puck
- Peggy Lipton como Priscilla Martin
- Quisha Saunders como Kim
- Keir O'Donnell como padre Dino
- Kristen Schaal como Ilona

## Resposta da crítica
No site agregador de críticas Rotten Tomatoes, 17% das 113 resenhas dos críticos são positivas, com uma classificação média de 3,7/10. O consenso do site diz: "Um par de protagonistas jovens e atraentes não pode superar a dependência de When in Rome de piadas sem graça e clichês surrados de comédias românticas." O Metacritic, que usa uma média ponderada, atribuiu ao filme uma pontuação de 25 em 100, baseado em 24 críticos, indicando críticas "geralmente desfavoráveis".